# Wittekind III. (Waldeck und Schwalenberg)
Wittekind III. von Waldeck und Schwalenberg († 1189) war Graf von Schwalenberg aus dem gleichnamigen Adelsgeschlecht und Graf von Waldeck. Er war ein Sohn des Grafen Volkwin II. von Schwalenberg und folgte diesem im Jahre 1178 als Graf von Schwalenberg.
1179 fiel er von seinem Lehnsherrn ab, dem Herzog Heinrich dem Löwen, wurde aber in der Zweiten Schlacht auf dem Haler Feld bei Osnabrück am 1. August 1179 von dessen Leuten gefangen genommen. 1180/81 war er wieder an den Kämpfen gegen Heinrich den Löwen beteiligt. Nach des Herzogs Sturz frei von sächsischer Lehenshoheit, erlangte das Haus Schwalenberg einen zeitweiligen Höhepunkt.

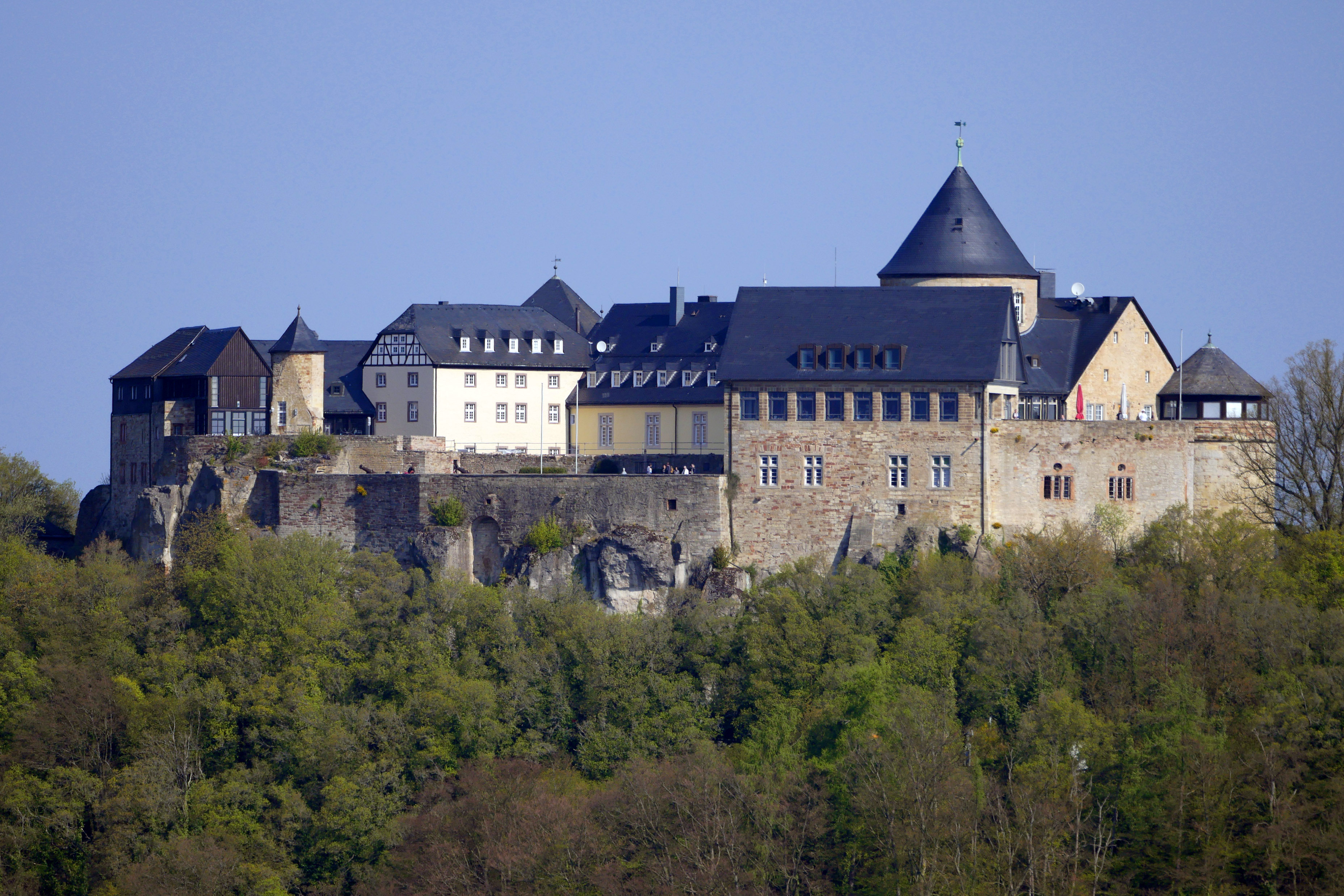
Wohnsitz Schloss Waldeck am Edersee in Hessen

Um 1184 teilte Wittekind die Besitzungen seines Geschlechts mit seinem Onkel Wittekind II. von Schwalenberg und nannte sich danach als Erster seines Hauses „Graf von Waldeck“. Mit ihm begannen die jahrhundertelangen Auseinandersetzungen zwischen Waldeck und den Erzbischöfen von Köln, die bis in das 17. Jahrhundert mitbestimmend für die Geschichte der Grafschaft Waldeck wurden. Wittekind verlegte seine Residenz auf die Burg Waldeck, da diese außerhalb des Rechtsgebietes der Erzbischöfe von Köln und in dem der Erzbischöfe von Mainz lag.
1185 beteiligte er sich mit seinen Brüdern an der Gründung des Klosters Marienfeld.
Wittekind gewann Stadt und Freigericht Korbach. 1189 verkaufte er die Vogtei Paderborn mit dem Stift Busdorf und dem Kloster Abdinghof, vermutlich um seine Teilnahme am Dritten Kreuzzug zu finanzieren; damit ging eine wesentliche Stütze seiner Herrschaft verloren. Danach zog er mit dem Heer des Kaisers Friedrich Barbarossa in den Dritten Kreuzzug und kam unterwegs, spätestens im Jahr 1190, ums Leben. Sein Bruder Heinrich folgte ihm als regierender Graf.